# Hypselandra variabilis
Hypselandra variabilis är en kaprisväxtart som först beskrevs av Coll. och Hemsl. och som fick sitt nu gällande namn av Ferdinand Albin Pax och Käthe Hoffmann.
Hypselandra variabilis ingår i släktet Hypselandra och familjen kaprisväxter. Inga underarter finns listade i Catalogue of Life.